# Robert Almer
Robert Almer, född 20 mars 1984 i Bruck an der Mur, är en österrikisk fotbollsmålvakt som spelar för FK Austria Wien och Österrikes fotbollslandslag.